# Numérotation ISO des semaines

Calendrier de l'année 2017 avec numérotation des semaines selon la norme ISO 8601. Le dimanche 1er janvier 2017 est le dernier jour de la semaine 52 de l'année 2016 (2016-S52-7).

Le système de numérotation ISO des semaines est un système de calendrier faisant partie de la norme d’horodatage ISO 8601. Le système est principalement utilisé par les gouvernements et entreprises pour baser également les années comptables et fiscales et la planification de projets à cycles hebdomadaires de travail, ainsi que pour le paiement des salaires ou des loyers (quand ceux-ci sont versés hebdomadairement). Ce système a pour but d’identifier une semaine au cours d’une année, ou même de servir de système de date alternatif remplaçant le système plus complexe de date basée sur les mois de l’année.
Le système utilise le même cycle de sept jours par semaine que le calendrier grégorien. Les semaines commencent le lundi. Les années ISO sont numérotées approximativement comme les années grégoriennes, mais pas exactement (voir dessous). Une semaine ISO appartient tout entière à la même année ISO, c'est-à-dire qu'une année ISO a 52 ou 53 semaines entières (364 ou 371 jours). L’éventuelle semaine additionnelle est appelée « semaine intercalaire ». Une année ISO qui termine avec une semaine intercalaire est parfois appelée « année intercalaire ».
Ce système a un cycle de 400 années, soit 146 097 jours (20 871 semaines), avec une année de longueur moyenne d’exactement 365,242 5 jours (exactement comme le calendrier grégorien). Puisque les années non intercalaires ont exactement 52 semaines, il y a 71 années intercalaires tous les 400 ans (soit une année intercalaire tous les 5 à 6 ans en moyenne).

## Notation d'une date
Une date quelconque est entièrement spécifiée dans le calendrier hebdomadaire ISO par seulement :
- l’année ISO, normalement exprimée sur quatre chiffres,
- le numéro de semaine ISO, normalement exprimé sur deux chiffres et préfixé par la lettre W (pour week en anglais qui signifie semaine) ou par la lettre S dans certains documents en français, et
- le jour de la semaine, habituellement exprimé par un chiffre de 1 à 7 (en numérotant les jours du lundi au dimanche).

Par exemple, « 2006-W52-7 » est le dimanche de la 52e semaine de 2006 : ce jour est le 31 décembre 2006 du calendrier civil grégorien.
La même date peut s'écrire « 2006W527 » dans une forme plus compacte sur 8 caractères (en supprimant les séparateurs).
Si on ne craint pas la confusion avec la numération des jours de l'année (qui s'exprime normalement sur 3 chiffres aussi ; mais préfixé par la lettre D dans les documents en anglais ou plus souvent la lettre J en français), on peut écrire la même date « 2006527 » dans une forme plus abrégée sur 7 chiffres (en supprimant la lettre W, non nécessaire si l’on fixe sur deux chiffres le numéro de semaine), voire « 06527 » dans la forme la plus abrégée sur 5 chiffres (en supprimant les chiffres du millénaire et du siècle si l'intervalle de date est sous-entendu sur un seul siècle).
Ces formats de dates abrégés sont parfois utilisés dans la numérotation de lots de produits manufacturés, mais ils ne sont pas suffisants pour les mentions de dates obligatoires destinées à être échangées (telles que la date limite de consommation d'un produit alimentaire ou pharmaceutique, la date limite d'utilisation sûre d'un produit manufacturé, ou la date de fin d'une garantie contractuelle), des dates pour lesquelles la législation peut imposer l'usage du calendrier civil en mentionnant explicitement le mois et le jour du mois).

## Relation avec le calendrier grégorien
L’année ISO dévie de l’année civile grégorienne, car la première semaine de l’année ISO est celle du 4 janvier (et non celle du 1er janvier), et aussi celle du premier jeudi de janvier. Du 4 janvier au 28 décembre, les années civiles grégoriennes correspondent toujours à l’année ISO ; ce n’est pas toujours le cas lors des trois derniers et des trois premiers jours de l’année civile grégorienne (c’est-à-dire du 29 au 31 décembre et du 1er au 3 janvier).

### Définitions de la première semaine de l’année ISO
Toutes les définitions suivantes pour la première semaine de l’année ISO sont équivalentes :
- la première semaine avec au moins quatre jours dans la même année civile ;
- la semaine du premier jeudi de l'année civile ;
- la semaine du 4 janvier ;
- pour chaque jour de la semaine :
  - la semaine dont le lundi est compris entre le 29 décembre et le 4 janvier,
  - la semaine dont le mardi est compris entre le 30 décembre et le 5 janvier,
  - la semaine dont le mercredi est compris entre le 31 décembre et le 6 janvier,
  - la semaine dont le jeudi est compris entre le 1er et le 7 janvier,
  - la semaine dont le vendredi est compris entre le 2 et le 8 janvier,
  - la semaine dont le samedi est compris entre le 3 et le 9 janvier,
  - la semaine dont le dimanche est compris entre le 4 et le 10 janvier ;
- la semaine avec le premier jour ouvré de l'année civile (en comptant comme non ouvrés le weekend habituel du samedi au dimanche, ainsi que les jours fériés). Remarques :
  - cette définition ne fonctionne pas dans les métiers et activités dont, ou les pays et régions où, les jours de congé hebdomadaire sont différents du weekend habituel (par exemple dans le commerce de détail ou de service aux particuliers, où le samedi est souvent ouvré et le lundi ne l’est pas, ou bien dans des pays musulmans dont le weekend inclut le vendredi non ouvré) ;
  - cette définition ne fonctionne pas dans les pays et régions où le 1er janvier n’est pas férié ; le 1er janvier étant férié dans de nombreux pays, il n'est pas considéré ici comme jour ouvré ;
  - elle ne fonctionne pas non plus dans les pays et régions où le 2 janvier est férié (ce qui est le cas dans certains cantons suisses) ;
  - les éventuels jours de « pont » (entre le weekend et le jour de l’an férié), que pourraient constituer certaines années un vendredi 2 janvier ou un lundi 31 décembre, sont considérés ici comme jours ouvrés même s"ils sont chômés par un congé accordé individuellement ;
  - si le 1er janvier est un vendredi (le premier de trois jours consécutifs non ouvrés), il est compté parmi les derniers jours de la dernière semaine de l’année ISO précédente ; le premier jour ouvré de l’année civile est alors le lundi 4 janvier, également premier jour de la première semaine de l'année ISO ;
  - si le 1er janvier est un lundi (le troisième de trois jours consécutifs non ouvrés), le premier jour ouvré de l’année civile est le mardi 2 janvier, et la première semaine ISO inclut ce lundi 1er janvier non ouvré.
- la semaine qui suit la dernière semaine de l’année ISO précédente.

Si le 1er janvier de l'année est un
- jeudi, alors les lundi 29, mardi 30 et mercredi 31 décembre de l‘année civile précédente font partie de l’année ISO ;
- mercredi, alors les lundi 30 et mardi 31 décembre de l‘année civile précédente font partie de l’année ISO ;
- mardi, alors le lundi 31 décembre de l‘année civile précédente fait partie de l’année ISO ;
- lundi, alors il n'y a pas de différence avec l’année ISO durant presque toute l’année civile, sauf son dernier jour le lundi 31 décembre (ou les deux derniers jours les lundi 30 et mardi 31 décembre si l’année civile est également bissextile) qui sera compté (seront comptés) dans l’année ISO suivante ;
- dimanche, alors le dimanche 1er janvier de l’année fait partie de l'année précédente ISO ;
- samedi, alors les samedi 1er et dimanche 2 janvier de l‘année font partie de l‘année précédente ISO ;
- vendredi, alors les vendredi 1er, samedi 2 et dimanche 3 janvier de l'année font partie de l‘année précédente ISO.

### Définitions de la dernière semaine de l’année ISO
Toutes les définitions suivantes pour la dernière (52e ou 53e) semaine de l’année ISO sont équivalentes :
- la dernière semaine avec au moins quatre jours dans la même année civile ;
- la semaine du dernier jeudi de l'année civile ;
- la semaine du 28 décembre ;
  - la semaine dont le lundi est compris entre le 22 et le 28 décembre ;
  - la semaine dont le mardi est compris entre le 23 et le 29 décembre ;
  - la semaine dont le mercredi est compris entre le 24 et le 30 décembre ;
  - la semaine dont le jeudi est compris entre le 25 et le 31 décembre ;
  - la semaine dont le vendredi est compris entre le 26 décembre et le 1er janvier ;
  - la semaine dont le samedi est compris entre le 27 décembre et le 2 janvier ;
  - la semaine dont le dimanche est compris entre le 28 décembre et le 3 janvier ;
- la semaine avec le dernier jour ouvré de l'année civile (mêmes remarques que pour la définition de la première semaine) ;
- la semaine qui précède la première semaine de l’année ISO suivante.

### Années longues
| 004 | 009 | 015 | 020 | 026 |
| 032 | 037 | 043 | 048 | 054 |
| 060 | 065 | 071 | 076 | 082 |
| 088 | 093 | 099 |     |     |
|     | 105 | 111 | 116 | 122 |
| 128 | 133 | 139 | 144 | 150 |
| 156 | 161 | 167 | 172 | 178 |
| 184 | 189 | 195 |     |     |
|     | 201 | 207 | 212 | 218 |
| 224 | 229 | 235 | 240 | 246 |
| 252 | 257 | 263 | 268 | 274 |
| 280 | 285 | 291 | 296 |     |
|     |     | 303 | 308 | 314 |
| 320 | 325 | 331 | 336 | 342 |
| 348 | 353 | 359 | 364 | 370 |
| 376 | 381 | 387 | 392 | 398 |

Ajouter 2000 pour les années actuelles

Années ISO longues d'un cycle de 400 ans.

Les années bissextiles sont marquées en gras.
Dans chaque cycle calendaire de 400 ans, 71 années ISO sont longues de 53 semaines.
Les années ISO suivantes, qui se succèdent tous les 5 ans ou plus souvent 6 ans, comptent 53 semaines ISO :
- les années communes dont le 1er janvier est un jeudi (lettre dominicale D) ;
Par exemple 2009. C'est le cas le plus fréquent.
- les années bissextiles dont le 1er janvier est un jeudi (lettre dominicale DC) ;
Par exemple 2004.
- les années bissextiles dont le 1er janvier est un mercredi (lettre dominicale ED).
Par exemple 1992. Ce cas est exceptionnel.

Les années longues de 53 semaines dans un cycle sont listées dans la table ci-contre. Notez qu'il y a 28 ans entre deux années longues dans la même colonne, sauf au passage du siècle où il y a 12 ans de différence.
Toutes les autres 329 années ISO (ayant d'autres lettres dominicales) du cycle calendaire de 400 années comptent 52 semaines ISO.

### Exemples
- l’année ISO 2005 (non intercalaire) :
  - 2005-01-03 correspond à 2005-W01-1...
  - 2006-01-01 correspond à 2005-W52-7 ;
- l’année ISO 2006 (non intercalaire) :
  - 2006-01-02 correspond à 2006-W01-1...
  - 2006-12-31 correspond à 2006-W52-7 ;
- l’année ISO 2007 (non intercalaire) :
  - 2007-01-01 correspond à 2007-W01-1...
  - 2007-12-30 correspond à 2007-W52-7 ;
- l’année ISO 2008 (non intercalaire) :
  - 2007-12-31 correspond à 2008-W01-1, 2008-01-01 correspond à 2008-W01-2...
  - 2008-12-28 correspond à 2008-W52-7 ;
- l’année ISO 2009 (intercalaire, car le 1er janvier est un jeudi) :
  - 2008-12-29 correspond à 2009-W01-1, 2008-12-30 correspond à 2009-W01-2, 2008-12-31 correspond à 2009-W01-3, 2009-01-01 correspond à 2009-W01-4 ...
  - 2009-12-31 correspond à 2009-W53-4, 2010-01-01 correspond à 2009-W53-5, 2010-01-02 correspond à 2009-W53-6, 2010-01-03 correspond à 2009-W53-7 ;
- l’année ISO 2010 (non intercalaire) :
  - 2009-12-31 correspond à 2010-W01-1, ...
  - 2011-01-01 correspond à 2010-W52-2 ;

Le système ne nécessite pas le concept de mois et n'est pas facile à relier aux mois grégoriens : certains mois de janvier et de décembre sont à cheval sur deux années ISO.

## Avantages
- La date donne directement le jour de la semaine.
- Chaque année commence par un lundi et se termine par un dimanche.
- Lorsque le concept de mois n'est pas utile, chaque année est la même excepté les années intercalaires qui ont une  semaine intercalaire à la fin (et les jours fériés).
- Les semaines sont les mêmes que dans le calendrier grégorien.

## Inconvénients
La date des équinoxes et solstices peut varier jusqu'à sept jours. Cela s'explique parce que chaque équinoxe et solstice peut se produire n'importe quel jour de la semaine et par conséquent au moins sept jours ISO différents. Par exemple, l'équinoxe de printemps a eu lieu le 2004-W12-7 mais aussi le 2010-W11-7.

## Autres systèmes de numérotation de semaines
Le système employé aux États-Unis et au Canada a des semaines du dimanche au samedi, et des semaines partielles au début et à la fin de chaque année. Un avantage est que les années ISO ne sont pas nécessaires.